# 로라 라 플랜트

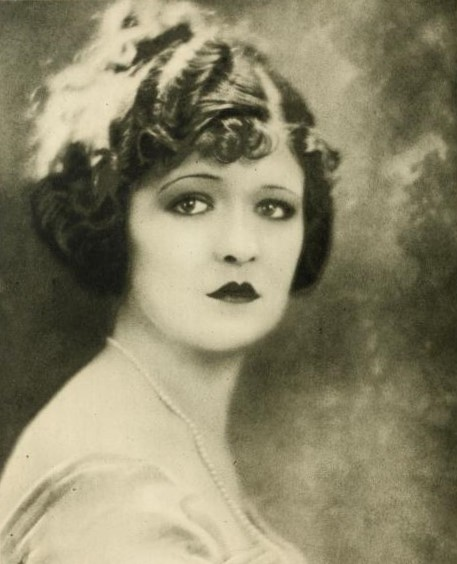

로라 라 플랜트(Laura La Plante, 1904년 11월 1일 ~ 1996년 10월 14일)는 미국의 배우, 영화배우이다.
세인트루이스에서 태어났으며 우들랜드힐스에서 사망하였다. 사인은 알츠하이머병이다.

## 영화
- 킹 오브 재즈 (1930년) - 에디터 역
- 러브 트랩 (1929년)
- 마지막 위험 (1929년)
- 쇼 보트 (1929년)
- 고양이와 카나리아 (1927년) - 애너벨 웨스트 역
- 스물더링 파이어스 (1925년)
- 버터플라이 (1924년)